# The Charm The Fury
The Charm The Fury was een Nederlandse metalcoreband uit Amsterdam die actief was van 2010 tot 2018. Kenmerkend voor het geluid is de zangeres.
In 2013 bracht The Charm The Fury hun eerste cd A Shade Of My Former Self bij Listenable Records uit, na in 2012 al de ep The Social Meltdown in eigen beheer te hebben uitgebracht. In 2014 speelde de band op het FortaRock Festival in Nijmegen, in 2015 op Graspop Metal Meeting in België en in 2016 op Lowlands. Begin 2017 werd bekend dat de band had getekend bij platenmaatschappij Nuclear Blast. Op 17 maart 2017 kwam het album The Sick, Dumb & Happy uit. Ter promotie van dit album werden de nummers Echoes en Down on the Ropes uitgebracht. Ze speelden ook op zondag 4 juni 2017 op Pinkpop.
Op 20 november 2018 maakte de band op hun Facebookpagina bekend dat de band uit elkaar ging door line-upveranderingen en financiële redenen.

## Bezetting
Laatste line-up
- Caroline Westendorp – vocalen (2010–2018)
- Koen Stokman – leadgitaar (2017–2018)[2]
- Martijn Slegtenhorst – slaggitaar (2016–2018)
- Lucas Arnoldussen – basgitaar (2010–2018)
- Mathijs Tieken – drumstel (2010–2018)

Voormalige leden
- Rolf Perdok – leadgitaar (2011–2017)
- Mathijs Parent – slaggitaar (2010–2016)

Sessieleden (tournees)
- Siebe Sol – basgitaar (2015–2018)

## Discografie
- The Social Meltdown (ep, 2012, eigen beheer)

1. The Social Meltdown - 03:35
2. Virtue of Leadership - 03:34
3. Family Values - 03:38
4. Dirty South - 03:01
5. Bridges - 03:23

- A Shade of My Former Self (album, 2013, Listenable Records)

1. The Unveiling - 01:56
2. A Testament - 03:17
3. Carte Blanche - 03:46
4. A Shade of My Former Self - 04:22
5. The Enemy (met Jamie Graham) - 04:12
6. Colorblind (met Daniël de Jongh) - 03:12
7. In the Wake of Pride - 01:42
8. Living Saints - 03:22
9. Heartless, Breathless - 03:40
10. Virtue of Leadership - 03:42
11. A New State of Mind - 04:03
12. Deliverance - 04:16

- The Sick, Dumb & Happy (album, 2017, Nuclear Blast)

1. Down on the Ropes - 03:24
2. Echoes - 04:39
3. Weaponized - 03:54
4. No End in Sight - 03:56
5. Blood and Salt - 05:11
6. Corner Office Maniacs - 00:55
7. The Future Need Us Not - 03:30
8. Silent War - 04:11
9. The Hell In Me - 04:00
10. Songs Of Obscenity - 04:12
11. Break And Dominate - 04:18